# Crespin, Aveyron
Crespin är en kommun i departementet Aveyron i regionen Occitanien i södra Frankrike. Kommunen ligger  i kantonen La Salvetat-Peyralès som ligger i arrondissementet Rodez. År 2022 hade Crespin 317 invånare.

## Befolkningsutveckling
Antalet invånare i kommunen Crespin
Referens: INSEE